# ZMapp
ZMapp ist eine Kombination von Antikörpern, die experimentell als passive Immunisierung gegen das Ebolavirus verwendet wird. ZMapp wurde während der Ebolafieber-Epidemie 2014 ohne die üblicherweise notwendigen vorherigen randomisierten klinischen Studien an Menschen eingesetzt.

## Eigenschaften
ZMapp besteht aus drei humanisierten neutralisierenden Antikörpern (c13C6, c2G4 und c4G7), die intravenös verabreicht werden. ZMapp wird durch grüne Gentechnik in Nicotiana benthamiana durch die Firma Kentucky BioProcessing erzeugt, einer Tochterfirma von Reynolds American. Die Antikörpermischung entstand durch Kollaboration der Firmen Leaf Biopharmaceutical (LeafBio, Inc.), einer Tochterfirma von Mapp Biopharmaceutical, und Defyrus Inc., die jeweils die Antikörper c13C6 bzw. c2G4 und c4G7 erzeugt hatten. Der Mangel an ZMapp während der Ebolafieber-Epidemie und die Verteilung von ZMapp führten zu Kontroversen.  Die Weltgesundheitsorganisation schrieb in einer Stellungnahme, dass es im Zuge der Ebolafieber-Epidemie 2014 ethisch akzeptabel sei, präventive oder therapeutische Arzneimittel ohne Nachweis der Wirksamkeit im Menschen bei ebendiesen einzusetzen, wenn in Tierversuchen vielversprechende Ergebnisse gezeigt werden konnten.

## Therapeutischer Einsatz
2019 erwies sich eine Kombination von Zmapp und Remdesivir als deutlich unterlegen gegenüber der Antikörperkombination MAb114 und REGN-EB3 im Einsatz gegen Ebola. Aus ethischen Gründen wurde die Studie nur noch mit der Antikörperkombination fortgeführt.